# Euselasia eucritus
Euselasia eucritus är en fjärilsart som beskrevs av William Chapman Hewitson 1855. Euselasia eucritus ingår i släktet Euselasia och familjen Riodinidae. Inga underarter finns listade i Catalogue of Life.

## Bildgalleri

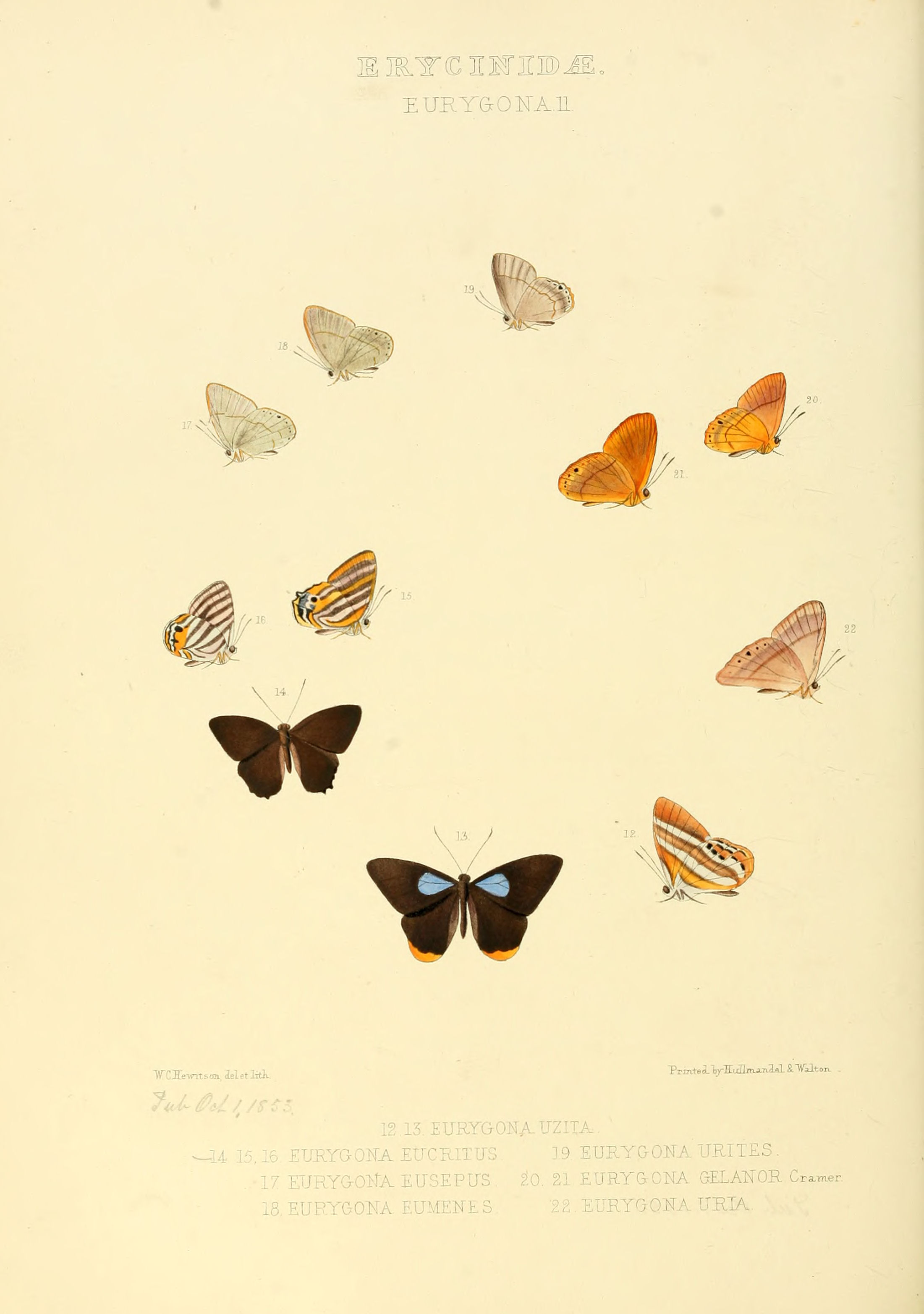